# 牛行车站
牛行车站位于江西省南昌市青山湖区（红谷滩新区代管）凤凰洲管理处老北站社区，是江西第一条客运铁路南浔铁路在南昌的终点站。车站于1916年5月启用，现已拆除。

## 简介
牛行车站是是江西第一条客运铁路南浔铁路在南昌的终点站，由于并不通南昌城区所以经常以地名称呼。
由于南浔铁路通车初期浙赣铁路还未修建因此该车站初期正式名称为“南昌车站”，浙赣铁路通车后该站改叫“南昌北站”，也会简称为昌北站。
老南昌称为浙赣铁路的南昌车站为南站，于位于昌北的牛行车站相对应，南昌火车站当时负责浙赣方向的车，而牛行车站只负责南浔铁路的到发任务，这种状况一直持续到中华人民共和国建立之后，南昌需要另外一座跨江大桥，于是拉通南浔铁路和浙赣铁路的赣江大桥在1962年8月启用，随后南昌火车站成為南浔铁路和浙赣铁路南昌支线的共用車站，牛行车站客运停止并逐渐弃用。
到2000年后牛行车站到南昌水泥厂段成为了废弃的铁路，并且大部分被拆除，现在的红谷滩以及保利高尔夫花园占用了大部分那段铁路的路基。

## 历史
- 1916年5月竣工[2]
- 1916年6月6日随着南浔铁路全线一同正式启用
- 1963年1月10日南浔铁路新线和浙赣铁路南昌支线接轨
- 2003年牛行车站作为南昌昌北老货场运作着[3]
- 2004年车站正式废弃[4]，随着牛行车站以及牛行车站到南昌水泥厂段铁路被废弃，这段铁路和车站随着红谷滩新区的建设而被陆续拆除
- 2006年6月被列入南昌市首批登记保护的不可移动文物[2]，据悉南昌市文化局认为最有价值的票房已被拆除，能成功登记成为不可移动文物和南昌铁路局的努力有很大的关系，然而登记后政府和铁路部门都不愿意负责保护[1]
- 2009年有报道指出没有保护的车站可能被拆除[5]
- 2010年报道再次指出车站去留问题，并指出车站产权仍然是铁路部门的[6]
- 2011年3月南昌铁路局表示打算在车站原位建设新货场[7]
- 2011年5月确认车站在1月被拆除[8][9]。
- 2011年12月21日开建的赣江市民公园三期将设置车站景观纪念牛行车站[10]
- 2014年2月按照牛行车站通车初期站台样貌设计的纪念车站基本建成[11]，该车站附近还将建设牛行车站博物馆，车站离原址500米[12]，车站以及公园将建设小火车运行[13][14]